# انقلاب 2003 في غينيا بيساو
في 14 سبتمبر 2003، وقع انقلاب غبر دموي في غينيا بيساو، بقيادة الجنرال فيريسيمو كوريا سيبرا ضد الرئيس كومبا يالا. أشار سيبرا إلى «عجز» حكومة يالا كمبرر للانقلاب، إضافة لضعف الاقتصاد، وعدم الاستقرار السياسي، والاستياء العسكري من عدم دفع الرواتب. أعلن يالا علنًا عن استقالته في 17 سبتمبر، ووقّع اتفاقا سياسيا في ذلك الشهر يمنعه من المشاركة في السياسة لمدة خمس سنوات. تم تشكيل حكومة انتقالية مدنية في نهاية سبتمبر، بقيادة رجل الأعمال هنريك روزا، والأمين العام للحزب الجمهوري الديمقراطي أرتور سانها.